# Ом Пурі
Ом Пракаш Пурі (18 жовтня 1950 — 6 січня 2017) — індійський актор, який знімався в основних комерційних фільмах мовою гінді (боллівудські фільми), а також у фільмах мовами малаялам, бенгальська, каннада, англійська, пенджабі, гуджараті, телугу та маратхі, а також у незалежних та артгаузних фільми, а також знявся в кількох міжнародних кіно. Вважається одним із найкращих акторів світового кіно . Отримав дві Національні кінопремії за найкращу чоловічу роль, дві нагороди Filmfare і цивільну нагороду Індії Падма Шрі в 1990 році. У 2004 році він став почесним офіцером Ордена Британської імперії.

## Раннє життя
Пурі народився в пенджабській індуїстській родині в місті Амбала. Його батько працював на залізниці та в індійській армії. Батьки Пурі не отримали свідоцтва про народження та не мали записів, тому його родина не знала дати його народження. Але його мати сказала йому, що він народився через два дні після індуїстського свята Дуссехра. Коли він почав навчатися в школі, його дядько обрав 9 березня 1950 року «офіційним» днем народження. Однак, будучи дорослим, коли він переїхав до Мумбаї, Пурі встановив дату свого народження 18 жовтня.
Пурі походив із незаможного середовища. Коли йому було шість років, його батька, який був залізничним службовцем, посадили за грати за звинуваченнями в крадіжці цементу. Це призвело до того, що їх сім'я залишилася без даху над головою. Щоб звести кінці з кінцями, брат Пурі, Вед Пракаш Пурі, працював кулі (залізничним вантажником), а Пурі працював у місцевій чайній, виконував випадкові підробітки та збирав вугілля з сусідніх залізничних колій, щоб прогодувати свою сім'ю.
Працюючи, Пурі продовжував вчитися. Після початкової освіти він вступив до Національної школи драми в Делі, де вивчав акторську майстерність. Його однокурсник і друг Насіруддін Шах заохотив Пурі поступити до Індійського інституту кіно та телебачення в Пуне.

## Кар'єра
Першим фільмом Пурі був дитячий фільм «Chor Chor Chhup ja». Протягом цього часу, щоб зводити кінці з кінцями, він також працював викладачем в Акторській студії, де його учнями були майбутні актори, такі як Гульшан Гровер і Аніл Капур.
Згодом Пурі знімався у багатьох індійських фільмах, а також у фільмах, знятих у Великій Британії та Сполучених Штатах.
Пурі дебютував у великому кінематографі у фільмі 1976 року мовою маратхі «Гаширам Котвал», заснованому на однойменній п'єсі Віджая Тендулкара . Разом з Амрішем Пурі, Насіруддіном Шахом, Шабаною Азмі та Смітою Патіль він знімався у фільмах «Казка життя» (1980), «Звільнення» (1981), «Напівправда» (1982), «Гаряча спеція» (1986) і «Місто мрій» (1992).
Він отримав визнання критиків за свою гру в багатьох нетрадиційних ролях, таких як жертва племені у фільмі «Обурення» (1980); менеджер Джиммі у фільмі «Танцюрист диско» (1982); поліцейський інспектор у фільмі «Напівправда» (1982), за яку він Національну кінопремію за найкращу чоловічу роль; скромний чоловік у Seepeeyan (1984), дядько Вінод у фільмі «Часи»; лідер осередку сикхських бойовиків у фільмі «Сірники» (1996); знову як суворий поліцейський у комерційному фільмі «Гупт: Прихована правда» у 1997 році; і як мужній батько солдата-мученика у фільмі (Сонечко) (2003).
У 1999 році Пурі зіграв у фільмі мовою каннада «A.K. 47» у ролі суворого поліцейського, який намагається захистити місто від підземного світу. Того ж року він знявся в успішній британській комедійній драмі «Схід — це Схід», де він зіграв пакистанського іммігранта в першому поколінні в Північній Англії, який намагається порозумітися зі своїми набагато більш вестернізованими дітьми.
Пурі зіграв епізодичну роль у відомому фільмі «Ганді» (1982, режисер Річард Аттенборо). У середині 1990-х років він почав грати характерні ролі в мейнстрімовому гінді кіно, де його ролі більше орієнтовані на масову аудиторію, ніж на кінокритиків. Він став відомим на міжнародному рівні, знявшись у багатьох британських фільмах, таких як «Мій син-фанатик» (1997), «Схід — це Схід» (1999) та "Офіцер з умовно-дострокового звільнення " (2001). Він знімався в голлівудських фільмах, включаючи «Місто радості» (1992), з Патріком Свейзі ; «Вовк» (1994) з Джеком Ніколсоном ; і «Примара і Темрява» (1996) разом із Велом Кілмером . У 2007 році він з'явився в ролі генерала Зія-уль-Хака у фільмі «Війна Чарлі Вілсона», де зіграли Том Генкс і Джулія Робертс .
У 2014 році Ом Пурі знявся разом з Гелен Міррен у комедійній драмі «Прянощі та пристрасті». На момент своєї смерті в січні 2017 року він працював над фільмом мовою маратхі «5 August Bhagile 26 January».
Кілька його завершених фільмів вийшли після його смерті, зокрема «Будинок віце-короля» та «Тюбллайт».

## Особисте життя
Пурі одружився з режисеркою і письменницею Сімою Капур, сестрою актора Анну Капура, у 1991 році, але їхній шлюб розпався через вісім місяців.
У 1993 році він одружився з журналісткою Нандітою Пурі, і вних народився син Ішаан. У 2009 році Нандіта написала біографію свого чоловіка під назвою Unlikely Hero: The Story of Om Puri. У 2013 році Нандіта подала на нього заяву про домашнє насильство, і незабаром після цього вони вирішили розлучитися в судовому порядку.

## Смерть
6 січня 2017 року Пурі помер у віці 66 років після серцевого нападу у своїй резиденції в Андгері, Мумбаї. Його відзначили на 89-й церемонії вручення премії «Оскар» у сегменті пам'яті за його внесок у світовий кінематограф.